# Пама (Буркина-Фасо)
Пама (фр. Pama) — город и городская коммуна в Буркина-Фасо, в Восточной области. Административный центр провинции Компьенга.
Расположен в юго-восточной части страны, недалеко от границ с Того и Бенином, на высоте 223 м над уровнем моря.
Население городской коммуны (департамента) Пама по данным переписи 2006 года составляет 36 503 человека. Население самого города Пама насчитывает по оценочным данным на 2012 год 11 051 человек. Помимо собственно города Пама городская коммуна включает ещё 14 деревень.